# مايك دين (عازف باس)
مايك دين (بالإنجليزية: Mike Dean)‏ هو عازف باس أمريكي، ولد في 24 أغسطس 1963 في الولايات المتحدة.

## وصلات خارجية
- مايك دين على موقع ميوزك برينز (الإنجليزية)
- مايك دين على موقع أول ميوزيك (الإنجليزية)
- مايك دين على موقع ديسكوغز (الإنجليزية)